# ترول‌فیس

تصویر ترول‌فیس

ترول‌فیس یا چهرهٔ‌ترول (به انگلیسی: Trollface) یک تصویر میم اینترنتی طنز خشمگین از شخصیتی است که لبخندی شیطنت آمیز برروی لب دارد که به عنوان نماد ترول‌های اینترنت و ترول اینترنتی استفاده می‌شود. این میم یکی از قدیمی‌ترین و مشهورترین چهره‌های طنز خشمگین است. ترول‌فیس معمولا در جملات سنگین یا عجیب به کار رفته می‌شود. ترول‌فیس‌های دیگر هم توسط کاربران دیگر درست شده اند ولی ترول‌فیس رسمی نیستند.

## تاریخچه
ترول‌فیس در مایکروسافت پینت در ۱۹ سپتامبر ۲۰۰۸ توسط کارلوس رامیرز، دانشجوی ۱۸ ساله دانشگاه اوکلند که با پدر و مادرش زندگی می‌کرد، ترسیم شد. این تصویر در صفحه دوینت‌آرت رامیرز، "Whynne"، به عنوان بخشی از طنز خشمگین با عنوان ترول‌ها منتشر شده‌است. رامیرز تصویر را به وب سایت ۴چان ارسال کرد و در عرض یک روز سایر کاربران سایت آن را به اشتراک گذاشتند. در ماه‌های بعدی، نقاشی رامیرز به سرعت به عنوان شکلک جهانی یک ترول اینترنتی و یک شخصیت طنز خشمگین همه‌کاره، مورد توجه ۴چان قرار گرفت. از ۴چان، ترول‌فیس در ردیت و واژه‌نامه اوربان در سال ۲۰۰۹ گسترش یافت، سرانجام به سایر سایتهای اشتراک تصویر اینترنت مانند ایمجر و فیسبوک رسید.